# Pomodoro cuore di bue
Il cuore di bue è un pomodoro da insalata, grosso e irregolare, con buccia liscia e sottile.
Il peso alla raccolta varia in genere dai 200 ai 300 grammi, benché si possano trovare frutti di quasi 800 grammi.

Ha polpa carnosa e consistenza poco fibrosa.

Risulta saporito al gusto, aromatico e con pochi semi nella polpa.
Esistono molte varietà di cuore di bue. Già nel 1869 il catalogo americano delle sementi della Washburn and company elencava il pomodoro 'Maupay's Superior', varietà ormai considerata estinta, come un pomodoro dalla polpa "solida quasi come un cuore di bue" . Secondo altre fonti, la varietà cuore di bue sarebbe originaria della Russia e sarebbe stata portata in America nel 1901 prima di diffondersi anche in Europa, in particolare in Francia, dove è ampiamente coltivato.

In Italia fu portato agli inizi del Novecento da un agricoltore di Belmonte Calabro emigrato negli Stati uniti d'America, il quale rientrò in patria con le relative sementi e cominciò a coltivarle. Il pomodoro è da allora ampiamente diffuso in Calabria e consumato soprattutto nella zona prossima al litorale tirrenico della provincia di Cosenza, dove è noto come pomodoro di Belmonte, in particolare in insalata in associazione alla cipolla di Tropea.

## Raccolta
Il pomodoro cuore di bue viene raccolto a mano, essendo la buccia molto sottile e delicata, e poi viene posto in locali ben aerati.

## Produzione
Il pomodoro cuore di bue viene coltivato in varie zone d'Italia, e accanto al nome viene associato quello della zona di produzione; quello coltivato in Liguria, ad esempio, prende il nome di "pomodoro cuore di bue ligure" o "pomodoro di Albenga". La varietà coltivata in Abruzzo dove fanno parte dei Prodotti agroalimentari tradizionali abruzzesi prende invece il nome di "pera d'Abruzzo": questi pomodori hanno infatti una caratteristica forma a pera, sono leggermente costoluti e con base arrotondata. Sono comuni anche le varietà "cuore di bue classico", che differisce dai precedenti per la leggera punta alla base e la quasi completa assenza di arricciamenti, e una varietà dal colore rosa vinato (Pink Oxheart). Queste ultime varietà non trovano grosso riscontro nel mercato professionale in quanto l'assenza di resistenze genetiche alle avversità, la cuticola molto sottile e la ridotta conservabilità dopo-raccolta li rendono poco commerciabili, ma per le loro qualità organolettiche sono apprezzate dal mercato amatoriale per la coltivazione e il consumo familiare.